# Hancewicze (rejon kamieniecki)
Hancewicze (biał. Ганцавічы) – wieś na Białorusi, w rejonie kamienieckim obwodu brzeskiego. Miejscowość wchodzi w skład sielsowietu Dmitrowicze.
Hancewicze leżą 14 km na północny zachód od Kamieńca, 53 km na północ od Brześcia, 23 km na północny wschód od stacji kolejowej Wysoka-Litowsk na linii Brześć-Białystok.